# 第14回オンライン映画批評家協会賞
14th Online Film Critics Society Awards

2011年1月3日

作品賞: 

 ソーシャル・ネットワーク 
第14回オンライン映画批評家協会賞は、2010年の映画を対象とした賞である。2011年1月3日に発表された。

## 受賞とノミネート一覧

### 作品賞
- 『ソーシャル・ネットワーク』
  - 『ブラック・スワン』
  - 『インセプション』
  - 『トイ・ストーリー3』
  - 『トゥルー・グリット』
  - 『ウィンターズ・ボーン』

### 監督賞
- デヴィッド・フィンチャー – 『ソーシャル・ネットワーク』
  - ダーレン・アロノフスキー – 『ブラック・スワン』
  - ダニー・ボイル – 『127時間』
  - コーエン兄弟 – 『トゥルー・グリット』
  - クリストファー・ノーラン – 『インセプション』

### 主演男優賞
- コリン・ファース – 『英国王のスピーチ』
  - ジェフ・ブリッジス – 『トゥルー・グリット』
  - ジェシー・アイゼンバーグ – 『ソーシャル・ネットワーク』
  - ジェームズ・フランコ – 『127時間』
  - ライアン・ゴズリング – 『ブルーバレンタイン』
  - エドガー・ラミレス – 『コードネーム: カルロス 戦慄のテロリスト』

### 主演女優賞
- ナタリー・ポートマン – 『ブラック・スワン』
  - アネット・ベニング – 『キッズ・オールライト』
  - キム・ヘジャ – 『母なる証明』
  - ニコール・キッドマン – 『ラビット・ホール』
  - ジェニファー・ローレンス – 『ウィンターズ・ボーン』

### 助演男優賞
- クリスチャン・ベール – 『ザ・ファイター』
  - アンドリュー・ガーフィールド – 『ソーシャル・ネットワーク』
  - ジョン・ホークス – 『ウィンターズ・ボーン』
  - マーク・ラファロ – 『キッズ・オールライト』
  - ジェフリー・ラッシュ – 『英国王のスピーチ』

### 助演女優賞
- ヘイリー・スタインフェルド – 『トゥルー・グリット』
  - エイミー・アダムス – 『ザ・ファイター』
  - ミラ・クニス – 『ブラック・スワン』
  - メリッサ・レオ – 『ザ・ファイター』
  - ジャッキー・ウィーヴァー – 『アニマル・キングダム』

### オリジナル脚本賞
- 『インセプション』 – クリストファー・ノーラン
  - 『ブラック・スワン』 – マーク・ハイマン、アンドレス・ハインツ、ジョン・J・マクローリン
  - 『ベン・スティラー 人生は最悪だ!』 – ノア・バームバック
  - 『キッズ・オールライト』 – リサ・チョロデンコ、スチュアート・ブルムバーグ
  - 『英国王のスピーチ』 – デヴィッド・サイドラー

### 脚色賞
- 『ソーシャル・ネットワーク』 - アーロン・ソーキン
  - 『127時間』 - サイモン・ボーファイ、ダニー・ボイル
  - 『スコット・ピルグリム VS. 邪悪な元カレ軍団』 - エドガー・ライト、マイケル・バコール
  - 『トゥルー・グリット』 - コーエン兄弟
  - 『ウィンターズ・ボーン』 - デブラ・グラニック、アン・ロッセリーニ

### 外国語映画賞
- 『母なる証明』  韓国
  - 『コードネーム: カルロス 戦慄のテロリスト』  フランス ドイツ
  - 『籠の中の乙女』  ギリシャ
  - 『ミレニアム ドラゴン・タトゥーの女』  スウェーデン
  - 『預言者』  フランス

### ドキュメンタリー映画賞
- 『イグジット・スルー・ザ・ギフトショップ』
  - Catfish
  - 『インサイド・ジョブ 世界不況の知られざる真実』
  - 『レストレポ 〜アフガニスタンで戦う兵士たちの記録〜』
  - 『スーパーマンを待ちながら』

### アニメ映画賞
- 『トイ・ストーリー3』
  - 『怪盗グルーの月泥棒 3D』
  - 『ヒックとドラゴン』
  - 『イリュージョニスト』
  - 『塔の上のラプンツェル』

### 撮影賞
- 『トゥルー・グリット』 - ロジャー・ディーキンス
  - 『127時間』 - アンソニー・ドッド・マントル、エンリケ・シャディアック
  - 『ブラック・スワン』 - マシュー・リバティーク
  - 『インセプション』 - ウォーリー・フィスター
  - 『シャッター アイランド』 - ロバート・リチャードソン

### 編集賞
- 『インセプション』 - リー・スミス
  - 『127時間』 - ジョン・ハリス
  - 『ブラック・スワン』 - アンドリュー・ワイスブラム
  - 『スコット・ピルグリム VS. 邪悪な元カレ軍団』 - ジョン・エイモス、ポール・マクリス
  - 『ソーシャル・ネットワーク』 - アンガス・ウォール、カーク・バクスター